# Simon Zsuzsa
Simon Zsuzsa, születési neve: Weisz Margit, férjezett nevén: Mányai Lajosné (Nagyvárad, 1910. október 24. – Budapest, 1996. május 27.) Kossuth-díjas magyar színésznő, főiskolai tanár, rendező, színházigazgató, érdemes művész.

## Életpályája
1932-ben szerződött a Belvárosi Színházhoz. A második zsidótörvény következményeként 1940–1944 között csak az OMIKE Goldmark Színházában játszhatott. 1940-ben ment férjhez Mányai Lajoshoz, gyermekük Mányai Zsuzsa is színésznő lett. 1945–1947 között a nagyváradi Állami Színház igazgatója, 1949–1951 között a Belvárosi Színház igazgatója volt. Színészetet tanított 1948-tól a Színház- és Filmművészeti Főiskolán, amelynek főigazgatója is volt 1950–1956 között. 1957–1960 között a Petőfi Színház és a Jókai Színház igazgatója volt. A Fővárosi Operettszínház főrendezője volt 1960–1962 között. 1962–1990 között a Thália Színház tagja volt. A Farkasréti temetőben nyugszik.

## Színpadi szerepei
- George Bernard Shaw: Az ördög cimborája ...Eszter
- Henrik Ibsen: A vadkacsa ...Hedvig
- Shakespeare: Szentivánéji álom ...Puck
- Frisch: Andorra ...Szenyora
- Katona József: Bánk bán ...Melinda
- Molnár Ferenc: Liliom ...Julika
- Hansbury: A napfény nem eladó ...Nagyanya
- Cao-Jü: Felkelő nap ...Cuj Szi
- W. S. Maugham: A királyért ...Gwen
- Martti Larni: A negyedik csigolya ...Mrs. Compotti

## Színpadi rendezései
- Bertolt Brecht – Victor Hugo – Weisenborn: A nevető ember balladája
- Terry: Viet-rock
- Schneider – Ondraček: Gentlemanek
- O’Neill: Éjszakai portás
- Henrik Ibsen: A vadkacsa
- Caragiale: Az elveszett levél
- Offenbach: Banditák
- Vészi Endre: Statisztika
- Demy - Legrand: Cherbourgi esernyők
- Molnár Géza: Parázs
- Clare Booth: Asszonyok egymás között

## Filmjei

### Játékfilmek
- Egy éj Velencében (1934)
- Magdát kicsapják (1938)
- Péntek Rézi (1938)
- Tizenhárom kislány mosolyog az égre (1938)
- Rozmaring (film, 1938) (1938)
- Hazajáró lélek (1940)
- Kiskrajcár (1953)
- A 9-es kórterem (1955)
- Két vallomás (1957)
- A megfelelő ember (1960)
- Igen (1964)
- Nem szoktam hazudni (1966)
- Csak egy telefon (1970)
- N.N., a halál angyala (1970)
- Reménykedők (1971)
- Kojak Budapesten (1980)
- Nyom nélkül (1982)
- Elveszett illúziók (1983)

### Tévéfilmek
- Veréb utcai csata (1959 – rendező)
- Gőzfürdő (1973)
- Téli sport (1974)

## Könyvei
- Láthatatlan színház (Ascher Oszkárral és Mányai Lajossal, magánkiadás, Budapest, 1941)
- …Menjetek, készüljetek! (Múzsák Kiadó, Budapest, 1986 ISBN 963-564-229-6)

## Díjai, elismerései
- Kossuth-díj (1950)
- Érdemes művész (1973)